# آنتونیو استرادیواری

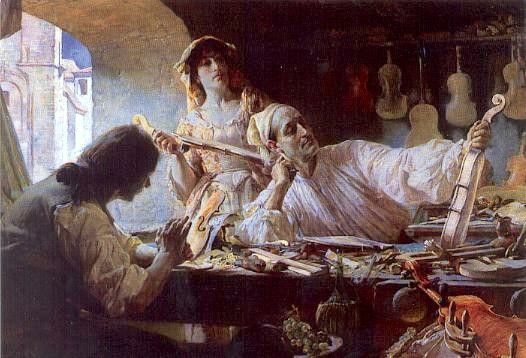
نقاشی از استرادیواری که او را در کارگاهش نشان می‌دهد

آنتونیو استرادیواری (به ایتالیایی: Antonio Stradivari) (زادهٔ سال ۱۶۴۴ میلادی-درگذشتهٔ ۱۸ دسامبر ۱۷۳۷) سازنده و تعمیرکار ایتالیایی سازهای زهی مانند ویولن، ویلونسل، گیتار و چنگ بود. استرادیواری به عنوان قابل‌توجه‌ترین هنرمند در زمینهٔ ساخت سازهای زهی (به خصوص زهی آرشه‌ای) شناخته شده‌است.

## نام
«استرادیواریوس» لفظ لاتین شدهٔ نام استرادیواری است که-گاه به شکل خلاصه شدهٔ «استراد» -برای اشاره به سازهای ساخته شده توسط خانوادهٔ استرادیواری به‌کار می‌رود.

## سازها

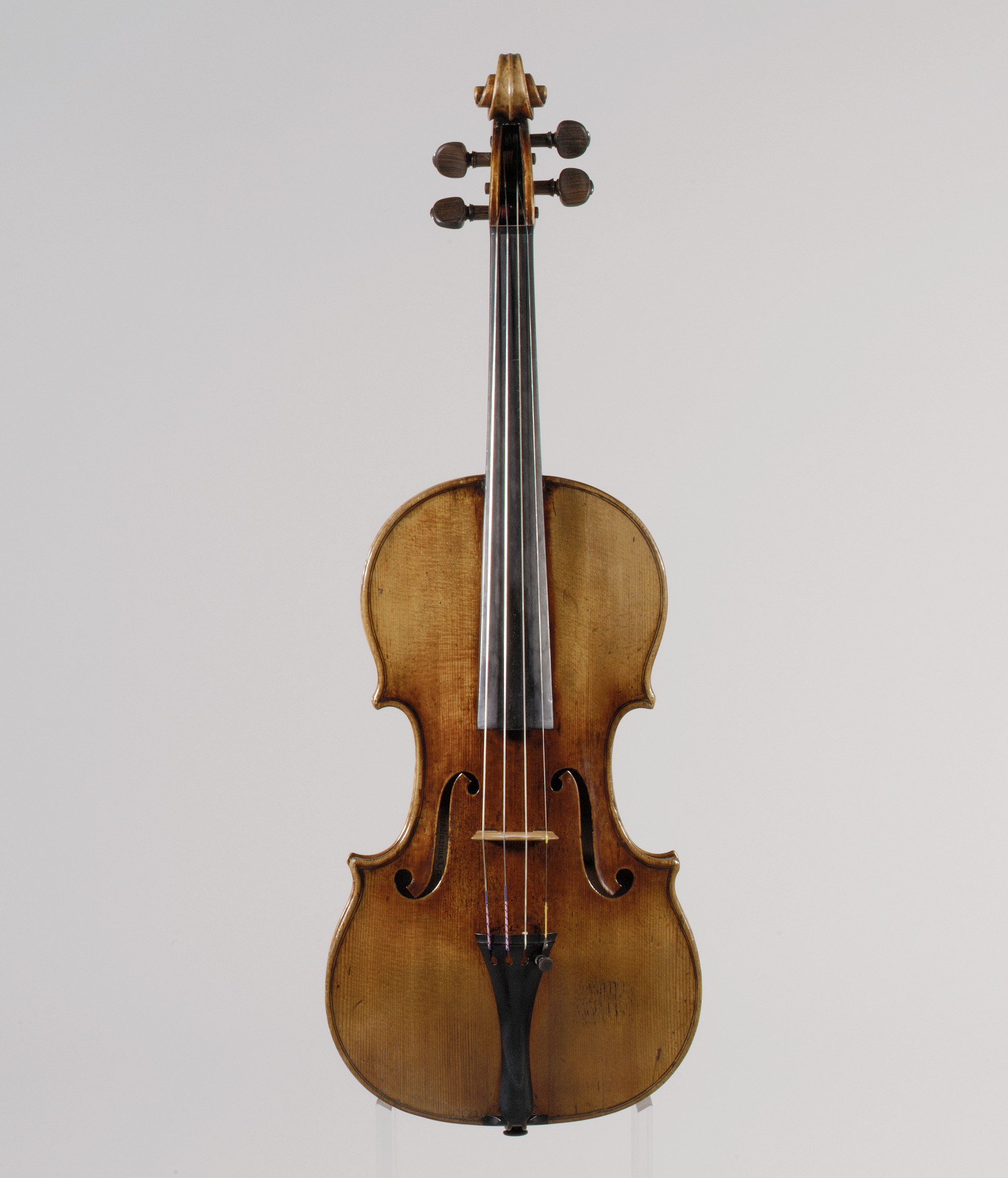
ویولن "آنتونیوس"

سازهای استرادیواری از با کیفیت‌ترین و گران‌قیمت‌ترین آلات موسیقی هستند. امروزه قیمت برخی از آن‌ها به میلیون‌ها دلار می‌رسد. بسیاری از نوازندگان ویولن سازهای استرادیواری را مورد ستایش قرار می‌دهند و معتقدند که صدای تولید شده توسط این سازها منحصر به فرد و در بالاترین سطح کیفی است. اما پژوهش‌هایی که تاکنون انجام شده تفاوت قابل ملاحظه‌ای بین این سازها و سازهای باکیفیت امروزی نشان نداده‌است.
استرادیواری تا پس از نود سالگی بیش از ۱۰۰۰ ویولن ساخت که اکنون در حدود ۶۵۰ عدد از آن‌ها باقی مانده‌اند. اگرچه امروزه برچسب نام او بر روی برخی سازها دیده می‌شود اما واقعیت این است که آن سازها تنها براساس طرح سازهای وی ساخته شده‌اند. استرادیواری همچنین سازهای ویولنسل و ویولا را (هرچند به تعداد بسیار کم‌تری از ویولن) نیز تولید می‌کرد؛ که امروزه در حدود ۵۵ ویلونسل و کم‌تر از ۱۲ ویولا باقی مانده‌است. از او دو عدد گیتار نیز باقی‌مانده‌است.